# Azueroparakit
Azueroparakit (Pyrrhura subandina) är en art papegoja.

## Utbredning och systematik
Azueroparakiten delas in i två underarter med följande utbredning:
- Pyrrhura subandina eisenmanni – förekommer enbart på Azuerohalvön i centrala Panama
- Pyrrhura subandina subandina – förekommer enbart i Rio Sinús floddal i nordvästra Colombia; ej påträffad med säkerhet sedan 1949

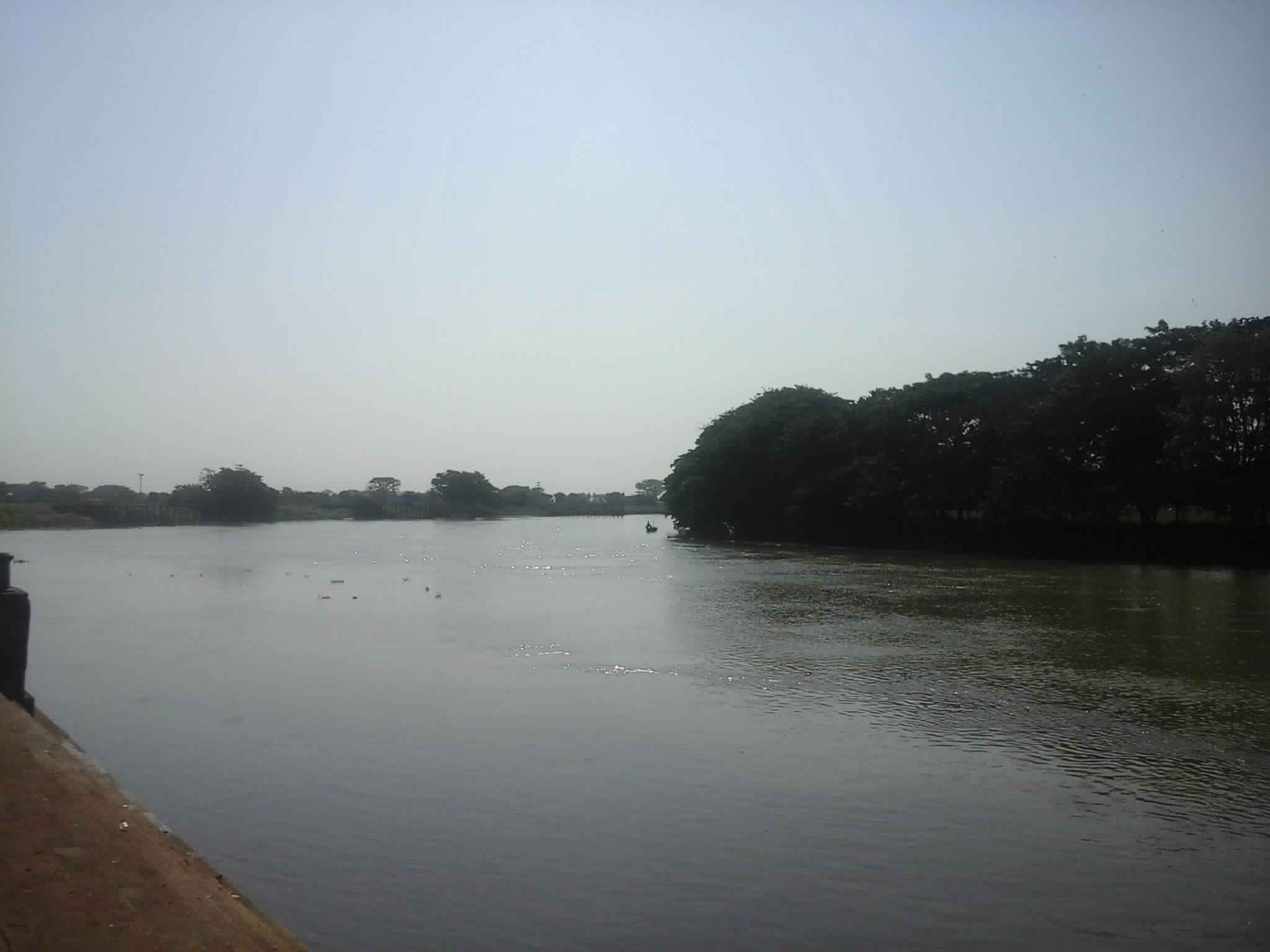
Nominatofrmen förekommer endast i Sinúflodens dalgång i Colombia, men är möjligen utdöd.

Fågeln inkluderades tidigare i Pyrrhura picta.

## Status
IUCN beödmer hotstatus för underarterna var för sig, eisenmanni som sårbar och subandina som akut hotad.